# Banque camerounaise des petites et moyennes entreprises
La Banque camerounaise des petites et moyennes entreprises (BC-PME) est une institution bancaire gouvernementale camerounaise à capitaux publics  dont la mission est de fournir un soutien financier aux PME et à l’artisanat.

## Histoire
En 2011, lors du Comice d'Ebolowa, Paul Biya annonce la création d'une banque des PME.
En 2013, la BC-PME obtient un agrément de création. En 2014, par l'arrêté N°00243/MINFI du 16 août 2014, elle reçoit un agrément en qualité d’établissement de crédit qualifié à exercer son activité au Cameroun. Le même arrêté nomme les responsables de cette institution.
En 2015, la BC-PME ouvre officiellement ses portes dans les villes Yaoundé, siège de l'institution et Douala. L'année suivante, elle octroie les premiers crédits aux clients.
En 2019, l'Etat du Cameroun porte son capital à 20 milliards de francs Cfa et devient l'unique actionnaire de la BC-PME,

## Administration
Le 06 juin 2014, les responsabilités sont attribuées. La Présidence du Conseil d’Administration revient à Theodore Nkodo Foumena, ancien Vice-Président à la Banque Africaine de Développement (BAD), la Direction générale à Agnès Ndoumbé Mandeng, dont l'adjoint est Amadou Haman,.